# الغضيبة (العدين)

تعديل مصدري - تعديل

الغضيبة هي إحدى قرى عزلة الغضيبة بمديرية العدين التابعة لمحافظة إب، بلغ تعداد سكانها 1107 نسمة حسب تعداد اليمن لعام 2004.